# The Bar (lucha libre)
The Bar fue un tag team de lucha libre profesional,  en la WWE quiénes estaba conformado por Cesaro y Sheamus. Originalmente ellos estaban en un feudo juntos, pero después de que una serie de siete combates culminara en un empate, los dos fueron forzados a trabajar como un equipo en 2016 por el entonces gerente general de Raw, Mick Foley.
Han sido cuatro veces Campeones en Parejas de Raw y una vez Campeones en Parejas de SmackDown, siendo en total cinco veces campeones en parejas en la WWE.

## Historia

### Raw (2016-2018)

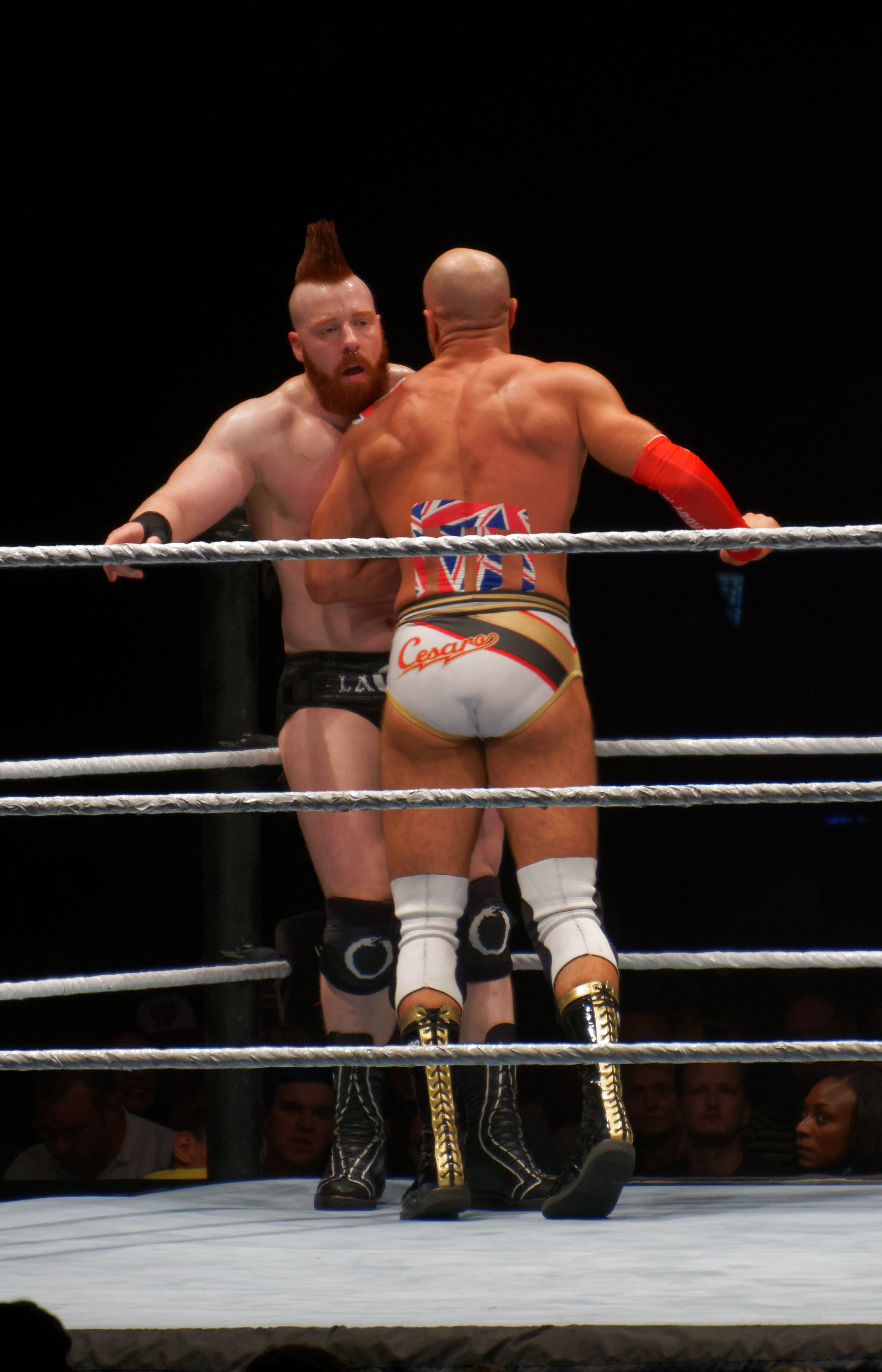
Cesaro (derecha) luchando contra Sheamus

El 19 de julio en SmackDown, Cesaro y Sheamus fueron enviados a la marca Raw durante el Draft 2016, siendo las dos últimas elecciones televisadas de la marca. Los dos comenzarían un feudo poco después del Draft. Cesaro derrotaría a Sheamus dos veces consecutivas, resultando en Cesaro ganando un combate por el Campeonato de Estados Unidos el 8 de agosto en Raw ante Rusev, sin embargo perdería tras una interferencia de sheamus. La semana siguiente, el gerente general de Raw, Mick Foley, anunció que Sheamus y Cesaro se iban a enfrentar en un Best of Seven Series, con la primera lucha de la serie llevada en SummerSlam, la cual ganó Sheamus. Sheamus derrotaría nuevamente a Cesaro en la segunda y tercer lucha de la serie, pero luego Cesaro logró ganar la cuarta, quinta y sexta lucha. En Clash of Champions, ninguno de los dos logró ganar la séptima lucha y fue declarado un empate, dejando la serie igualada en 3-3. La noche siguiente en Raw, Mick Foley decidió hacer que los dos se asociaran para recibir una futura oportunidad por los Campeonatos en Parejas de Raw. Más tarde esa noche, derrotaron a algunos atletas locales, pero todavía no parecían estar bien como equipo.
El 24 de octubre en Raw lograrían derrotar a los Campeones en Pareja de Raw, The New Day, en una lucha no titular, y nuevamente lograrían derrotarlos en Hell in a Cell, esta vez por descalificación. Ya que el título no cambia de manos por descalificación, estos no consiguieron el campeonato. En el episodio del 7 de noviembre de Raw, Cesaro y Sheamus fueron anunciados como parte del Team Raw para el 10–on–10 Survivor Series Tag Team Elimination match durante Survivor Series el 20 de noviembre de 2016, la cual ganó el Team Raw. Cesaro y Sheamus fueron los únicos sobrevivientes de su equipo. La noche siguiente en Raw, Sheamus y Cesaro otra vez fallaron en capturar los Campeonatos en Parejas de Raw ante The New Day tras una interferencia del miembro de The New Day Xavier Woods. Después de insinuar una ruptura, la pareja se metió en una pelea de bar con hombres que los ofendieron, solidificando así un cambio a face de Sheamus. Perderían nuevamente ante The New Day en un triple threat tag team match en el que también estaban involucrados Luke Gallows & Karl Anderson, el 12 de diciembre en Raw. Finalmente recibirían otra oportunidad titular tras ganar un fatal four way #1 contenders match en Tribute to the Troops y el 18 de diciembre durante Roadblock: End of the Line, Cesaro y Sheamus finalmente lograrían derrotar a The New Day para ganar los Campeonatos en Parejas de Raw por primera vez, marcando el segundo reinado como campeón en parejas de Cesaro y el primer reinado como campeón en parejas de Sheamus. Ellos defenderían el título ante New Day en su revancha el 26 de diciembre en Raw, finalizando así su feudo.
Defenderían nuevamente sus campeonatos el 16 de enero ante Gallows & Anderson, terminando el combate en descalificación a favor de éstos. Sin embargo, los perderían frente a los mismos en el Kick-Off de Royal Rumble. El dúo más tarde aparecería en el Royal Rumble match pero serían eliminados por Chris Jericho. Su revancha titular se llevaría a cabo el 6 de febrero en Raw, la cual se vería saboteada por Enzo Amore & Big Cass, quienes Intervendrían y causarían la derrota por descalificación a la pareja. El 20 de febrero se enfrentaron a estos para definir a los contendientes los Campeonatos en Pareja de Raw en Fastlane, pero perderían el combate. En el evento, Cesaro vencería a Jinder Mahal. Posteriormente se anunciaría que competirían por los Campeonatos en Pareja de Raw contra Enzo & Cass y los en ese entonces campeones Gallows & Anderson en un ladder match en WrestleMania 33. En el evento, sin embargo, el combate sería convertido en un Fatal-4-Way Ladder match cuando los retornantes Hardy Boyz fueron agregados, quienes ganarían el combate.
La noche siguiente en Raw, derrotaron a Enzo & Cass para convertirse en los contendientes al Campeonato en Parejas en Payback. En el evento, después de perder su combate titular ante los Hardys, Cesaro y Sheamus le dieron la mano a los vencedores en señal de respeto, pero en su retirada decidieron volver para atacarlos a traición, cambiando ambos en el proceso a heel. Desde entonces, comenzaron a usar atuendos similares y entradas sincronizadas. Ambos ganaron en un tag team turmoil, volviendo a ganar otra oportunidad para enfrentar a los campeones en una lucha titular en Extreme Rules. La lucha sería en un steel cage match, ya que Matt Hardy derrotó a Sheamus el 22 de mayo en Raw, lucha en que el vencedor escogería la estipulación del combate en Extreme Rules. 
En el evento, Cesaro y Sheamus derrotaron a The Hardy Boyz ganando los Campeonatos en pareja de Raw por segunda vez, convirtiendo a Cesaro en un 3 veces campeón y a Sheamus en un 2 veces campeón, marcando además la primera derrota de los hermanos Hardys desde que retornaron a la WWE. Hicieron su primera defensa televisada ante los Hardy Boyz el 12 de junio en Raw en un 2 out of 3 falls match en donde los dos equipos empataron en un resultado de 1-1. El 3 de julio en Raw, la WWE anunció que Cesaro y Sheamus defenderían sus títulos en un 30-Minute Iron Man match ante The Hardy Boyz en el evento Great Balls of Fire. En el evento, Cesaro y Sheamus derrotaron a The Hardy Boyz con un resultado de 4-3, reteniendo los títulos y finalizando el feudo.
Luego, ambos comenzaron a ausentarse de Raw quienes creían que no había competición digna para ellos, hasta que el 31 de julio ambos aparecieron en backstage para burlarse de Seth Rollins y su movediza relación con Dean Ambrose, entonces Rollins retó a uno de los dos a un combate individual, el cual fue aceptado por Sheamus, quien fue derrotado por Rollins, sin embargo ambos le atacarían tras acabar el combate, entonces Ambrose aparecería para asistir a Rollins. La semana siguiente, Rollins derrotaría a Sheamus y Ambrose derrotaría a Cesaro. El 14 de agosto en Raw, los dos interrumpieron un altercado físico entre Ambrose y Rollins para atacarlos. Sin embargo, estos responderían al ataque, uniendo fuerzas y realizado el característico choque de puños de  The Shield. Más tarde el mánager general de Raw Kurt Angle anunciaría que Sheamus y Cesaro tendrían que defender sus títulos ante Seth Rollins y Dean Ambrose en SummerSlam. En el evento perderían los Campeonatos en Parejas de Raw. Recibirían su revancha el 24 de septiembre en No Mercy, pero no podrían capturar los títulos, además durante el combate, Cesaro fue lanzado contra el poste del ring, metiéndose así dos de sus dientes superiores en sus encías, requiriendo implantes. 
El episodio del 6 de noviembre de Raw en Mánchester, Inglaterra, Cesaro y Sheamus derrotaron a Ambrose y Rollins gracias a una distracción de sus antiguos rivales The New Day para ganar así su tercer Raw Tag Team Championship. Por ganar este combate, tendrían que enfrentarse  a los Campeones en Parejas de SmackDown The Usos en un combate Campeón vs. Campeón en Survivor Series. Cesaro y Sheamus perderían este combate.
En el episodio de Raw del 8 de enero de 2018, Cesaro y Sheamus fueron derrotados por el Titus Worldwide (Apollo Crews & Titus O'Neil). En el episodio de Raw del 15 de enero Cesaro y Sheamus fueron derrotados de nuevo por el Titus Worldwide debido a una distracción de Jason Jordan. Más tarde esa noche en el evento principal Cesaro y Sheamus salieron a confrontar a Jason Jordan pero terminaron peleando con Luke Gallows y Karl Anderson. el 25 de diciembre del 2017, se enfrentarían a Seth Rollins y Jason Jordan, donde perderían sus campeonatos, tendrían la revancha en Royal Rumble 2018 donde recuperarian los títulos y terminarían su rivalidad con Rollins, en Elimination Chamber 2018 defendieron exitosa-mente sus títulos ante Titus Worldwide (Apollo Crews & Titus O'Neil). en WrestleMania 34 se enfrentarían ante  Braun Strowman y un compañero misterioso por los títulos, Strowman había ganado una tag team batel royal el solo y debía escoger un compañero, terminó escogiendo a un niño del público y ganado los campeonatos esa noche, aquello destruyó la división en parejas y la credibilidad del dúo.

### SmackDown (2018-2019)
Como parte del WWE Superstar Shake-up 2018, Cesaro y Sheamus fueron transferidos a SmackDown. En el episodio 1000 de SmackDown del 16 de octubre, lograrían conseguir los SmackDown Tag Team Championship con ayuda de The Big Show. Más tarde, anunciarían que pasarían a llamarse "The Bar Show". En el episodio del 27 de noviembre de SmackDown Live , la breve alianza de The Bar y Big Show terminó después de una confrontación entre bastidores. [12] Más tarde entraron en una pelea con The Miz y Shane McMahon , que culminó en un combate en el Royal Rumble el 27 de enero, donde The Bar perdió el Campeonato de Parejas de SmackDown ante Miz y McMahon. El siguiente SmackDownperdieron un partido de contendientes número uno ante The Usos. [13] The Bar derrotó a Kofi Kingston en Fastlane en un improvisado partido de handicap 2 contra 1. Luego, el equipo perdió ante New Day, DIY , The Hardy Boyz y Aleister Black y Ricochet durante los siguientes dos meses en SmackDown . [14]
En WrestleMania 35 en abril, The Bar perdió ante The Usos en un combate por los Campeonatos en Parejas de SmackDown. [15] En Raw después de WrestleMania, The Bar interrumpió una lucha de Winner Takes All entre Seth Rollins y Kofi Kingston, lo que resultó en una lucha por equipos. Esto resultó en cánticos de " AEW " y " CM Punk " de la multitud, expresando su descontento en el partido que les dieron en su lugar. [16] Al día siguiente en SmackDown , Sheamus sufrió una conmoción cerebral .en una lucha por equipos de seis hombres con New Day. Cesaro fue reclutado para Raw unas semanas después y comenzó a competir como luchador en solitario, aunque mantendría la canción y el atuendo del bar. Más tarde estrenaría una nueva canción y un atuendo diferente al del bar. [17] Cesaro declaró en una promoción posterior que The Bar se había separado debido a que Sheamus tuvo que tomarse un tiempo libre. [18] Sheamus volvió a la acción en 2020 y ambos reanudaron sus carreras como luchadores individuales. El 24 de febrero de 2022, Cesaro dejó la WWE después de que expirara su contrato.

## En lucha
- Movimientos finales en equipo
  - Combinación de bearhug (Cesaro) y Brogue kick (Sheamus)[10]
  - Combinación de White Noise (Sheamus) y Diving neckbreaker (Cesaro)
- Movimientos de firma en equipo
  - Mortal Wheel (Sheamus) seguido de un Double Foot Stomp (Cesaro) ''
  - Double High Cross[11]

- Apodos
  - "The Bar"[12]
  - ''The Bar Show''

- Temas de entrada
  - "Hellfire" por CFO$ (26 de septiembre de 2016–presente)[13]

## Campeonatos y logros
- WWE
  - Raw Tag Team Championship (4 veces)
  - SmackDown Tag Team Championship (1 vez)
  - WWE Year–End Award (1 vez)
    - Best Tag Team (2018)[14]